# Walerij Płotnikow
Walerij Pawłowicz Płotnikow (ros. Валерий Павлович Плотников, ur. 5 maja 1940 w  Dzierżyńsku) – rosyjski lekarz, profesor rehabilitacji i medycyny sportowej, w młodości bokser walczący w barwach Związku Radzieckiego, olimpijczyk.
Wystąpił w kategorii piórkowej (do 57 kg) na igrzyskach olimpijskich w 1968 w Meksyku, gdzie po wygraniu dwóch walk przegrał ćwierćfinale z późniejszym mistrzem Antonio Roldánem z Meksyku. 
Był mistrzem ZSRR w wadze piórkowej w 1967 i 1968, wicemistrzem w wadze lekkiej (do 60 kg) w 1966, a także brązowym medalistą w wadze lekkiej w 1962 i 1964 oraz w wadze piórkowej w 1969.
Ukończył studia medyczne w Moskiewskim Państwowym Instytucie Medycznym (obecnie Rosyjski Narodowy Badawczy Uniwersytet Medyczny im. Nikołaja Pirogowa) i podjął tam pracę naukową. Uzyskał stopień doktora nauk medycznych w 2002 i od tej pory był profesorem katedry rehabilitacji, medycyny sportowej i kultury fizycznej. Jest autorem kilkudziesięciu opracowań naukowych i naukowo-dydaktycznych, wypromował trzech kandydatów nauk.